# Сент-Анн (Іллінойс)
Сент-Анн (англ. St. Anne) — селище (англ. village) в США, в окрузі Канкакі штату Іллінойс. Населення — 1161 особа (2020).

## Географія
Сент-Анн розташований за координатами 41°1′24″ пн. ш. 87°43′12″ зх. д. / 41.02333° пн. ш. 87.72000° зх. д. (41.023421, -87.719882).  За даними Бюро перепису населення США в 2010 році селище мало площу 2,06 км², з яких 2,00 км² — суходіл та 0,06 км² — водойми.

## Демографія
Згідно з переписом 2010 року, у селищі мешкало 1257 осіб у 497 домогосподарствах у складі 341 родини. Густота населення становила 609 осіб/км².  Було 541 помешкання (262/км²).
Расовий склад населення:
| - 86,7 % — білих - 3,3 % — чорних або афроамериканців - 0,2 % — корінних американців - 0,2 % — азіатів - 7,6 % — осіб інших рас |

До двох чи більше рас належало 2,0 %. Частка іспаномовних становила 13,8 % від усіх жителів.
За віковим діапазоном населення розподілялося таким чином: 25,7 % — особи молодші 18 років, 59,5 % — особи у віці 18—64 років, 14,8 % — особи у віці 65 років та старші. Медіана віку мешканця становила 36,8 року. На 100 осіб жіночої статі у селищі припадало 94,6 чоловіків;  на 100 жінок у віці від 18 років та старших — 90,2 чоловіків також старших 18 років.
Середній дохід на одне домашнє господарство  становив 48 431 долар США (медіана — 43 981), а середній дохід на одну сім'ю — 51 070 доларів (медіана — 43 438). Медіана доходів становила 45 250 доларів для чоловіків та 27 778 доларів для жінок. За межею бідності перебувало 19,5 % осіб, у тому числі 22,7 % дітей у віці до 18 років та 4,0 % осіб у віці 65 років та старших.
Цивільне працевлаштоване населення становило 579 осіб. Основні галузі зайнятості: освіта, охорона здоров'я та соціальна допомога — 22,3 %, виробництво — 18,7 %, роздрібна торгівля — 14,7 %, сільське господарство, лісництво, риболовля — 10,9 %.